# .sv
.sv је највиши Интернет домен државних кодова (ccTLD) за Салвадор.